# Гавел, Вацлав (предприниматель)
Вацлав Гавел (чеш. Vácslav Havel); 23 марта 1861[…], Прага, Земли Чешской короны[…] — 6 сентября 1921[…], Нове-Место) — австро-венгерский предприниматель чешского происхождения, род которых известен с XVIII века. Владелец строительной фирмы, основатель и владелец культурного центра в Праге «Люцерна», кинокомпании «Люцернафильм» и ряда первых кинотеатров в Чехии. Финансовый директор Национального театра в Праге.
Продолжателями его дела стали сыновья — Вацлав М. Гавел (1897—1979) (отец будущего президента Чешской Республики (1993—2003) Вацлава Гавела (1936—2011)) и Милош Гавел (1899—1968) создатели киностудии «Баррандов».